# GSC2529-818
GSC2529-818 — хімічно пекулярна зоря спектрального класу F0, що має видиму зоряну величину в смузі V приблизно 11,0.